# Oroluk Municipality
Oroluk Municipality är en kommun i Mikronesiska federationen.   Den ligger i delstaten Pohnpei, i den västra delen av landet, 300 km väster om huvudstaden Palikir.